# Полицци, Альфред
Альфред «Большой Эл» Полицци (англ. Alfred "Big Al" Polizzi, при рождении Альфонс Полицци (итал. Alfonso Polizzi); 15 марта 1900, Сикульяна, провинция Агридженто, Сицилия, Италия — 26 мая 1975, Денвер, Колорадо, США) — италоамериканский гангстер сицилийского происхождения, был боссом семьи Кливленда (1935—1945). Известен тем, что вместе с предшественников Фрэнком Милано стабилизировал мафию Кливленда после периода убийств из мести и был одним из самых влиятельных мафиози в Соединённых Штатах. Ушёл на покой в 1945 году, после чего перебрался во Флориду, где занялся бизнесом в строительной отрасли. Использовал несколько псевдонимов, в том числе «Большой Эл» и Альберт Аллен (англ. Albert Allen).

## Ранние годы
Альфонсо Полицци родился в 1900 году в сицилийском городке Сикульяна в семье Раймондо и Джованнины (урождённой Инделикато) Полицци. Эмигрировал из Италии в Соединённые Штаты со своей семьей в 1909 году. Его отец, кузнец, поселился на Вудленд-авеню в одном из итальянских анклавов Кливленда. Альфред бросил школу в возрасте 14 лет, чтобы продавать на улице газеты для издателей Cleveland News, которые вели войну тиражей с конкурентами из The Plain Dealer и Cleveland Press. The News наняли 24-летнего газетчика Артура Б. Макбрайда в качестве менеджера по распространению, а тот набрал молодых хулиганов, таких как Полицци, которые не только продавали газеты, но и запугивали продавцов других газет. Летом 1917 года Полицци работал спасателем в кливлендском Луна-парке, где познакомился с будущим мафиози Фредом Ангерсолой.
У Альфреда было трое братьев: Джозеф (1893?—1965), Джаспер (1895?—1957) и Джеймс (1910?—1979), и две сестры, Кармела (или Кармелина; 1892?—1963) и Кэтрин (1920—?). Джозеф также был вовлечён в мафиозную деятельность, хотя и на низком уровне.
У Альфонсо был приёмный брат Чарльз «Чак» Полицци, также известный как Альберт Полицци, урождённый Лео Берковиц. Его родители были русскими евреями, эмигрировавшими в Кливленд и умершими вскоре после рождения сына. Историки Майкл Ньютон и Хэнк Мессик утверждают, что Чак был неофициально усыновлён Полицци, в то время как историк Альберт Фрид пишет, что усыновление было официально оформлено. Чака Полицци часто ошибочно называют родным братом Альфреда; сам Альфред говорил, что считает Чака своим двоюродным братом.

## Банда Мейфилд-роуд

### Начало мафиозной карьеры
В позднем подростковом возрасте Полицци стал членом итало-американской Банды Мэйфилд-роуд, которая сформировалась в кливлендском районе Маленькая Италия и являвшейся основной ударной силой кливлендской мафии. Будучи в банде, Полицци быстро сделал карьеру, вскоре главным лейтенантом лидера банды Фрэнка Милано, а также обзавёлся близкими соратниками, такими как Фред, Джордж Ангерсолы и Джон Ангерсолы, Фрэнк Бранкато и Чарльз Коллетти.
Полицци занимался вымогательством, грабежами, бутлегерством и другими преступлениями. К тому времени, когда Большой Эл ушёл на покой в 1945 году, его арестовывали семь раз, в том числе четыре как Альберта Аллена. Впервые он был арестован в 1920 году. В 1926 году Полицци за нарушение Закона Волстеда о спиртных напитках отсидел шесть месяцев в тюрьме и был оштрафован на 1000 долларов (13 527 долларов в ценах 2021 года). Он снова был арестован в 1928 году, когда полиция Кливленда заподозрила его во взрыве бомбы в доме Натана Вайзенберга, который контролировал все легальные игровые автоматы в этом районе, вынуждая клиентов брать их в аренду по высоким ценам и забирая часть прибыли. Банда Мэйфилд-роуд попыталась захватить бизнес, и считалось, что именно Полицци вместе Коллетти заложили взрывчатку в доме Вайзенберга в сентябре 1928 года.
Во время «сухого закона» Полицци продавал нелегальный алкоголь в Детройте и стал близким соратником детройтского мафиози Мо Далица. Далиц, наряду с Морисом Клейнманом, Луисом Роткопфом, Сэмом Такером и Томасом «Блэкджек» Макгинти, был одним из основателей Кливлендского синдиката, группы еврейских и ирландских гангстеров, базирующихся в Кливленде и Акроне, которые занимались бутлегерством и контрабандой. Кливлендский синдикат предпочитал не воевать с другими преступными организациями, а сотрудничать с ними, отдавая часть своей прибыли за фактическую работу по бутлегерству или проведению незаконных игорных операций. Джон Ангерсола и Альфред Полицци были двумя членами семьи Кливленда, занимавшимися бутлегерством для Синдиката. Управляемая Полицци группа бутлегеров занималась поставками высококачественных спиртных напитков на северо-восток Огайо и северо-запад Пенсильвании, принося значительную прибыль Полицци и другим участникам.
Вероятно, не позднее 1929 года Полицци вместе с другими членами семьи Кливленда и Кливлендского синдиката стал инвестором игорного клуба Arrowhead Club, который был основан недалеко от Цинциннати (Огайо) в 1926 году и предлагал посетителям нелегальные спиртные напитки и незаконные азартные игры.

### Восхождение Фрэнка Милано
В условиях нехватки качественного спиртного, вызванного «сухим законом», большое распространение получил кукурузный виски, важным ингредиентом для производства которого был кукурузный сахар. Контроль над производством кукурузного сахара, а также за распространением нелегальных спиртных напитков принесли огромные доходы самому влиятельному гангстеру Кливленда Джозефу «Большому Джо» Лонардо. В начале 1920-х годов Лонардо смог подчинить себе Банду Мейфилд-роуд, которая стала основой созданной им кливлендской преступной семьи, доминирующей силой в преступном мире города. Первым боссом кливлендской мафии стал «Большой Джо» Лонардо, а Альфред и Чак Полицци иногда выступали в качестве его телохранителей Лонардо.
Единственным серьёзным конкурентом Большого Джо в производство и распределении кукурузного сахара на северо-востоке Огайо были братья Поррелло, земляки, давние друзья и соратники Лонардо. Но такая ситуация не могла сохраняться долго. В июне 1927 года Лонардо был убит своим бывшим заместителем Сальваторе Тодаро, вступившим в сговор с Джозефом Поррелло. Тодаро возглавил семью Кливленда, но ненадолго, в июне 1929 года он был убит сыном и племянником Большого Джо, отомстившими за смерть родственника и семью возглавил Джозеф Поррелло.
Фрэнк Милано решил бросить вызов Поррелло и в начале 1930 года пригласил его вместе со старшим лейтенантом Сэма Тилокко встретиться в ресторане Venetian на Мейфилд-роуд, который принадлежал Милано. На встрече присутствовал Полицци. Договориться о партнёрстве Поррелло и Милано не смогли. 4 июля Полицци позвонил Поррелло и договорился о новой встрече на следующий день в ресторане Venetian. Альфред встретил Поррелло и Тилокко, когда они прибыли незадолго до 14:00 5 июля. Также присутствовали мафиози Милано, Джон Ангерсола и Чарльз Коллетти. Шестеро мужчин играли в карты и обсуждали дела, когда началась стрельба. Поррелло и Тилокко были убиты. К концу «сухого закона» большинство братьев Поррелло и их сторонников были убиты или перешли на сторону Банды Мэйфилд-роуд или покинули город.
Победив Поррелло Милано и Банда Мэйфилд-роуд теперь контролировали семью Кливленда. Полицци, скрывшегося с места преступления, разыскивала полиция для допроса. К тому времени, когда он сдался правоохранительным органам в конце июля, полиция отказалась допрашивать его, так как расследование убийства Поррелло и Тилокко не дало никаких улик, и у полиции не было вопросов к Полицци.

### Карьера при боссе Милано
Наряду с Джоном Ангерсолой, Чарльзом Коллетти и Энтони Милано Альфред Полицци был одним из лидеров семьи Кливленда при правлении Фрэнка Милано. Полиция полагала, что он занимается в первую очередь подпольными летереями, наиболее тесно взаимодействуя с гангстерами Джоном ДеМарко и Джоном Т. Скалишем. Хотя кливлендские мафиози имели репутацию людей, полагающих убийство лучшим способом борьбы с угрозами, Полицци отдавал предпочтение взяточничеству. Он провёл много лет, пытаясь подкупить чиновников, чтобы освободить гангстера Томаса «Йонни» Ликаволи, который был осуждён за убийство в 1934 году.
В декабре 1932 года Полицци и ещё восемь человек из Кливлендского синдиката и семьи Кливленда основали компанию Buckeye Enterprises. Она инвестировала в широкий спектр легальных и нелегальных предприятий, включая Thomas Club (роскошное казино в пригороде Кливленда Мэйпл-Хайтс), Continental Supper Club (казино и ресторан на Карнеги-авеню в Кливленде), Shaw-Clair Catering, Superior Catering, Eastern Service Company (компания, которая отмывала доходы от Buckeye Enterprises, чтобы не привлекать внимание налоговой службы) и Buckeye Catering (который служил прикрытием для бизнеса по аренде игровых автоматов).
Полицци вместе с Фрэнком Милано был владельцем компании Tornello Importing Co., предприятия по импорту оливкового масла, макаронных изделий и томатной пасты. Она была прикрытием для многочисленных незаконных действий и использовалась для отмывания денег. Вместе с Фрэнком Милано и Мо Далицем, Полицци также был совладельцем Molaska Corporation. Основанная в 1933 году, всего через 10 дней после отмены «сухого закона», она производила обезвоженную мелассу для использования в производстве алкоголя по всей стране. Она также использовался в незаконном производстве алкоголя, который продавался без уплаты налогов и часто фальсифицировался.

## Семья Кливленда

### Глава семьи
30 января 1935 года Фрэнк Милано бежал в Мексику, чтобы избежать судебного преследования за уклонение от уплаты подоходного налога. Поскольку Милано не мог управлять семьёй из-за границы, он ушёл с поста босса, и его сменил Альфред Полицци. Хотя большинство источников утверждают, что Большой Эл стал боссом в 1935 году, бывший глава кливлендского ФБР Джо Гриффин утверждает, что власть не передавалась до 1942 года.
Полицци получил место в Большом совете сицилийской мафии, группе из девяти лидеров сицилийской мафии в Соединённых Штатах. По словам Анджело Лонардо, младшего босса семьи Кливленда в 1976—1983 годах, Полицци также был членом Комиссии, группы из семи членов семей американской мафии, которые занимались занимались разрешением конфликтов между семьями, сблизившись с такими влиятельными гангстерами как Фрэнк Костелло, Джо Дото (он же Джо Адонис), Лаки Лучано и Джо Профачи.
Неясно, насколько Полицци контролировал кливлендский преступный мир. Кливлендский историк мафии Рик Поррелло писал, что Комиссия дала понять Полицци, что настоящей властью в городе является лидер Кливлендского синдиката Мо Далиц. Далиц и Полицци поддерживали регулярные контакты с Фрэнком Милано в Мексике, время от времени приезжая к нему посоветоваться. Полицци сотрудничал с Далицем в различных незаконных предприятиях, будучи главой семьи Кливленда, что сделало обоих очень богатыми людьми. Неслучайно следователи Сената США охарактеризовали Полицци как одного из самых влиятельных членов американской мафии.
Своё влияние в мафиозных кругах национального уровня, Полицци пришлось пустить в ход, чтобы спасти от наказания Анджело Лонардо. Большой Эндж 10 июня 1936 года убил Джузеппе «Доктора Джо» Романо, которого считал причастным к убийству отца, Джозефа Лонардо. Убийство из мести одного из руководителей семьи требовало одобрения Комиссии. Сам Анджело утверждал, что получил разрешение на убийство у босса семьи Фрэнка Милано, но тот отрицал что санкционировал убийство. Чтобы защитить Лонардо, который не был тогда «посвящённым», Альфред Полицци был вынужден на заседанием Комиссии сослаться на незнание им правил мафии.
В дополнение к своим партнёрским отношениям с Мо Далицем, Полицци продолжал самостоятельно заниматься широким спектром прибыльной преступной деятельности. Бандит Джеймс Раген и следователи Сената США полагали, что Полицци контролировал новостную службу в Кливленде, получая значительный доход от букмекеров. Во время пребывания Полицци на посту босса в Кливленде он передал контроль над мафиозной деятельностью в Янгстауне (штат Огайо) семье Питтсбурга. Кливлендская семья продолжала получать 25 % прибыли от преступной деятельности в Янгстауне, в основном, от азартных игр и торговых автоматов, что в 1970-х годах в среднем составляло от 5000 до 6000 долларов в месяц (от 75 259 до 90 311 долларов в ценах 2021 года).
Полицци также был инвестором загородного клуба Beverly Hills Country Club в Ньюпорте (штат Кентукки). Казино, основанное в 1937 году, было одним из самых прибыльных игорных заведений в регионе и находилось под покровительством лидеров организованной преступности. Полицци получал свою долю прибыли даже после того, как ушёл на покой. Помимо прочего, Полицци вложил значительные средства в винокурни, а также в компанию Garbo Foods Specialty, импортёра и дистрибьютора продуктов питания класса люкс. Эти инвестиции должны были сделать Большого Эла легальным бизнесменом. Среди наиболее важных инвестиций Полицци была покупка в 1939 году кливлендской пивоваренной компании Lubeck Brewing and Distributing. В следующем году Полицци приобрёл ещё одну кливлендскую пивоваренную компанию, Sunrise Brewing Company, которую переименовал в Tip Top Brewing, и независимого дистрибьютора пива. После этого Полицци открыл в кливлендском банке Morris Plan Bank банковский счёт на имя известного местного адвоката по уголовным делам Фреда У. Гармоне,, который часто работал на семью Кливленда. Деньги на этом счёте использовались для гарантии кредитов, выданных банком магазинам и барам клиентам Tip Top Brewing, которые взамен покупали алкогольные напитки исключительно у этой компании, что являлось нарушением федерального законодательства.
В 1938 году бывший детройтский гангстер Джеймс Т. Ликаволи, двоюродный брат Йонни Ликаволи, попросил у Полицци разрешения работать в Кливленде. Ликаволи ещё в 1931 году перебрался из Детройта в Толидо (Огайо) к своим двоюродным братьям, но примерно в 1933 или 1934 году вернулся в Детройт. Неужившись с боссом детройтской мафии Уильямом «Чёрным Биллом» Токко, Джеймс Ликаволи уехал в Питтсбург, где нашёл приют у будущего босса местной мафии Джона Себастьяна ЛаРокка. Наконец, в 1938 году он получил от Полицци разрешение переселиться в Кливленд и начать здесь преступную деятельность.

### Судимость за торговлю алкоголем
В 1943 году Полицци был вовлечён в незаконную операцию по продаже спиртных напитков, которая позже привела к его осуждению. В то время в штате Огайо действовала монополия на продажу спиртных напитков, в рамках которой алкоголь продавался дилерам и розничным торговцам по установленной цене. Спиртных напитков было мало из-за Второй мировой войны, поэтому государство разрешило покупать спиртные напитки за пределами штата. При этом, власти штата требовали, чтобы поставщики из других штатов были зарегистрированы, а за поставленный ими алкоголь уплачивались налоги в бюджет штата. Полицци купил 1501 ящик спиртного у компании Peerless и продал его владельцам таверн по цене на 9 долларов выше официальной. Из этой наценки 5 долларов достались Peerless и 4 доллара Полицци.
Сделка оказалась настолько прибыльной, что Полицци заключил с Peerless новую. Компания согласилась зарегистрироваться в Департаменте спиртных напитков штата Огайо в качестве импортёра спиртного из-за пределов штата и в качестве розничного продавца алкоголя. Из-за ограничений того времени производители спиртных напитков часто оказывались с избыточными запасами, которые они не могли продать или для которых им не хватало бутылок. Peerless выкупала этот избыток спиртного и отправляла в Огайо, где Полицци незаконно продавал спиртное, ввезённое Peerless, и получал 1 доллар за каждый ящик. Схема работала так как власти Огайо и федеральное правительство считали, что спиртное остаётся на складах и не продаётся. Для этого Peerless и Полицци понадобились складские квитанции, которые Полицци приобрёл через посредников. Схема принесла чрезвычайно большую сумму денег.
Схема развалилась, когда складские работники Полицци не смогли предоставить федеральным инспекторам надлежащие квитанции. Полицци и ещё три человека были арестованы в конце декабря 1943 года по 28 пунктам обвинения в нарушении федерального закона о спиртных напитках и налогах. Решив выйти из пивоваренного бизнеса, Полицци продал Tip Top Brewing в июле 1944 года за 1 миллион долларов (15,66 млн долларов в ценах 2021 года). В сентябре 1944 года Полицци заключил сделку с федеральной прокуратурой о признании вины, в соответствии с которой согласился признать себя виновным по одному пункту обвинения в продаже спиртных напитков без лицензии федерального оптового торговца спиртными напитками. Полицци был приговорён к двум годам тюремного заключения и к штрафу в размере 5000 долларов (100 000 долларов в ценах 2021 года).
Полицци был освобожден в тюрьме в конце 1945 года (отсидев в общей сложности два года) и переехал в Корал-Гейблс (округ Майами-Дейд, штат Флорида). Одновременно он ушёл в отставку с поста босса семьи Кливленда, и его сменил Джон Т. Скалиш.

## Карьера после осуждения

### Законная предпринимательская деятельность
По его собственным словам, Полицци переехал во Флориду имея на руках от 300 000 до 500 000 долларов (от 4,7 до 7,8 млн долларов в ценах 2021 года) от прошлой преступной и законной деятельности. В сообщениях СМИ в 1951 году говорилось, что сумма была ближе к 300 000 долларов, хотя историк мафии Рик Поррелло оценивает состояние Большого Эла в 400 000 долларов (6 млн долларов в ценах 2021 года). Вместе с ним во Флориду перебрались Джордж и Джон Ангерсолы, которые поселились недалеко от Корал-Гейблс. Полицци одолжил им большую сумму денег и втроём они основали компанию Polkin (первые слога фамилии Polizzi и псевдонима Джона Ангерсола — King), которая занималась строительством жилья и отелей.
В 1947 году Полицци начал бизнес с Форрестом Томпсоном, с которым его примерно за шесть месяцев до этого познакомил кливлендский мафиози Винсент «Док» Манджин. При содействии юриста Ника Манджина, брата Винсента, они основали в Корал-Гейблс компанию Thompson-Polizzi Construction. К тому времени Артур Макбрайд также занялся девелопментом на юге Флориды. В партнёрстве с Макбрайдом Thompson-Polizzi Construction активно вела строительство в Корал-Гейблс и окрестностях. Компания построила два роскошных кинотеатра, супермаркет A&P и ряд других зданий, которые сейчас являются достопримечательностями города. Также Thompson-Polizzi построили дом стоимостью 90 000 долларов для консильери семьи Детройта Джо Массеи в Майами-Бич (Флорида). В 1967 году они построили торговый центр для Чарльза «Биби» Ребозо (банкир и бизнесмен из Флориды, друг и доверенное лицо президента Ричарда Никсона).
Полицци и Макбрайд часто как частные лица инвестировали в строительные проекты, получая значительную прибыль. Их первая совместная сделка произошла в 1948 году, когда они основали девелоперскую компанию H.&I. Holdings, передав ей часть своей собственности в качестве первоначальных инвестиций. Примерно в 1949 или 1950 году Полицци и Макбрайд купили бывшее поле для гольфа в Корал-Гейблс и построили там дома. Стоимость сделки составила не менее 102 000 долларов (1,15 млн долларов в ценах 2021 года).
Полицци также занимался недвижимостью в Аризоне, которой заинтересовался во время своего первого визита в этот штат в 1937 году, а у его давнего делового партнёра Мо Далица было там большое ранчо, которое он использовал для охоты. 8 августа 1947 года члены семьи Кливленда и Кливлендского синдиката сформировали компанию Tucson Motels. Альфред Полицци вложил в неё 35 000 долларов (424 тыс. долларов в ценах 2021 года), что сделало его крупнейшим инвестором. Чак Полицци, Далиц, Клейнман, Роткопф и Такер вложили по 14 000 долларов каждый. Tucson Motels построила в штате несколько роскошных отелей, которые использовались приезжими мафиози, что поспососбствовало проникновению в Аризону мафии.
В начале 1950-х годов в Палм-Бич (Флорида) поселился кливлендский мафиози Томас Дж. Макгинти, которому Полицци одолжил деньги, необходимые для создания собственной девелоперской компании. Макгинти был одним из большой группы гангстеров, которые быстро застроили Палм-Бич и в конечном итоге стали владельцем обширной недвижимости к северу и югу от города.

### Продолжение преступной деятельности
Находясь в тюрьме в ожидании суда, Полицци помог нескольким гангстерам бежать из Кливленда. В 1943 году Джордж и Джон Ангерсолы, Шондор Бирнс, Анджело Лонардо, Чак Полицци, Милтон Рокман (зять Скалиша), Анджело Шириа и 17 других кливлендских мафиози были обвинены в проведении полпольных лотерей. Хотя обвинительные заключения были секретными, большинство из этих лиц тайно бежали из Кливленда на борту яхты Артура Макбрайда Wood Duck и перебрались во Флориду. 3 июня 1944 года Полицци выкупил Wood Duck у Макбрайда за 5000 долларов (100 000 долларов в ценах 2021 года).
Даже уйдя на покой Альфред Полицци не порвал связей с мафией и продолжил свою преступную деятельность. В 1946 году он помог Джеймсу Ликаволи добиться условно-досрочного освобождения.
Когда в 1947 году Уилбур Кларк построил в Лас-Вегасе казино Desert Inn, он привлёк капиталы от группы мафиози, в которую входили Мо Далиц, Морис Клейнман, Томас Дж. Макгинти, Луис Роткопф и Сэмми Такер. Полицци и семью Кливленда также предлагали войти в долю, но Большой Эл отказался, опасаясь, что лицензии на азартные игры не будут выданы и семья потеряет свои инвестиции. Несколько лет спустя Далиц и компания продала часть своих инвестиций Джону Ангерсоле, Фрэнку Милано и Альфреду Полицци, при этом и Милано и Полицци согласились стать «молчаливыми партнёрами», то есть не участвовать в управлении казино, получая долю от прибыли за то что не допустят, чтобы в его работу вмешивались другие деятели организованной преступности. Свою долю прибыли казино Полицци и семья Кливленда получали пока Говард Хьюз не купил Desert Inn в 1967 году. Следователи Сената США и бывшие члены мафии заявили, что Полицци также тайно инвестировал в курорт и казино Stardust на Лас-Вегас-Стрип в Уинчестере (Невада). Вплоть до середины 1960-х годов Большой Эл, Джон Ангерсола и Джон Т. Скалиш получали с этого казино каждый месяц 50 000 долларов (400 000 долларов в ценах 2021 года).
Во Флориде Полицци подозревали в организации незаконных азартных игр и помощи торговцам наркотиками. Он открыто ассоциировался с такими деятелями организованной преступности, как Тони Аккардо, Энтони Карфано, Чарльз и Рокко Фишетти, Винсент Мангано, Джо Массеи и Гарри Розен. Сам Полицци категорически отрицал, что занимался чем-то противозаконным. После того, как журнал Look опубликовал статью об организованной преступности, в которой упоминается Большой Эл, он подал в июне 1950 года на журнал в суд за диффамацию и потребовал возмещения ущерба в размере 500 000 долларов (5,6 млн долларов в ценах 2021 года).

### Свидетельские показания в Сенате
Специальный комитет Сената США по расследованию преступлений в торговле между штатами провёл в январе 1951 года слушания в Кливленде. Среди местных деятелей организованной преступности, давших показания, были Элвин Гизи, Томас Дж. Макгинти, Артур Макбрайд и Энтони Милано. Альфред Полицци также дал показания после того, как его вызвал комитет. Первоначальные показания Полицци перед комитетом были настолько расплывчатыми и лишёнными подробностей, что комитет пригрозил преследовать его за лжесвидетельство и неуважение к Конгрессу. После этого Полицци согласился дать показания во второй раз.
Выступая перед комитетом 19 февраля 1951 года, Полицци признался в бутлегерстве во время «сухого закона» и в том, что имел значительную долю собственности в Buckeye Catering, которая некоторое время контролировала 25 % нелегального бизнеса игровых автоматов на северо-востоке Огайо. Он отрицал свою причастность к казино и утверждал, что ушёл из организованной преступности в 1938 году. Полицци также сообщил комитету, что вложил свои доходы в развитие недвижимости, в том числе в отель Sands в Майами-Бич (Флорида). По его собственным словам, за последние шесть лет он заработал около 130 000 долларов (1,36 млн долларов в ценах 2021 года).

## Смерть
Альфред Полицци умер 26 мая 1975 года в Денвере (штат Колорадо) на выпускном внучки в колледже. Отпевание прошло в католической церкви Святого Августина в Корал-Гейблс (округ Майами-Дейд, штат Флорида), похоронен был на католическом кладбище Богоматери Милосердия в Дорале (округ Майами-Дейд, штат Флорида).

## Личная жизнь
Полицци стал натурализованным гражданином 8 июня 1928 года. В июне 1939 года федеральное правительство подало в суд иск с требованием аннулировать натурализацию на том основании, что он солгал об отсутствии предыдущих арестов. В ноябре иск был неожиданно прекращён. Полицци добивался федерального помилования у президента Гарри С. Трумэна в октябре 1949 года, но ему было отказано. Он обратился за помилованием к президенту Дуайту Д. Эйзенхауэру в марте 1953 года, но в помиловании снова было отказано. Федеральное правительство во второй попыталось лишить его гражданства в 1952 году, но в декабре 1953 года суд отказался удовлетворить правительственный иск.
Альфред Полицци женился на Филомене Валентино, троюродной сестре жены Энтони Милано. Гангстер Питер Ликаволи, младший брат Томаса Ликаволи, был шафером на их свадьбе. У пары было трое детей: сыновья Рэймонд (1932 г.р.) и Николас (1935 г.р.) и дочь Джоанна.
Альфред Полицци за свою карьеру использовал несколько псевдонимов. Чаще всего он пользовался прозвищем «Большой Эл», которое получил потому что при росте 1,78 м он был самым высоким из всех своих друзей и преступных сообщников. Он также был известен как «Альберт Аллен» и под вариациями собственного имени (например, «Эл Полицци»).

### Комментарии
1. ↑  Ещё одна сестра, Анджелина, родилась в 1912 году и умерла в возрасте одного года. Другая сестра, Дженни, родилась в 1922 году и умерла в возрасте 8 месяцев.
2. ↑  Большинство источников утверждают, что Альфред Полицци присутствовал на встрече'"`UNIQ--ref-00000057-QINU`"', в то же время, Майкл Ньютон пишет, что на встрече присутствовал Чак Полицци, а не Эл.'"`UNIQ--ref-00000059-QINU`"'
3. ↑  Интерес Полицци к Йонни Ликаволи был вызван тесными отношениями кливлендских мафиози и Синдиката с еврейской «Пурпурной бандой» Детройта, которая занималась бутлегерством, наркоторговлей, вымогательством, угоном грузовиков, ограблениями ювелирных магазинов, убийствами и другими преступлениями, прославившись своей жестокостью. Именно «Пурпурная банда» привезла Йонни Ликаволи, его брата Пита и кузена Джеймса в Детройт в качестве боевиков. «Пурпурная банда» имела тесные связи с Мо Далицем и Чаком Полицци, поскольку Детройт был одним из основных пунктов ввоза нелегального алкоголя в Соединённые Штаты.'"`UNIQ--ref-00000072-QINU`"'
4. ↑  Среди других инвесторов были Мо Далиц, Роткопф и Сэм Такер из Синдиката, а также Джон Ангерсола, Чак Полицци, Мартин О'Бойл и Гарри Поттер из мафии.'"`UNIQ--ref-00000075-QINU`"'
5. ↑  Другими инвестирами Buckeye Catering были Джон Ангерсола, Чак Полицци и Натан Вайзенберг.'"`UNIQ--ref-0000007D-QINU`"'
6. ↑  Среди совладельцев  Molaska Corporation были Меер Лански, Лаки Лучано и Фрэнк Костелло.'"`UNIQ--ref-0000008A-QINU`"'
7. ↑  Долгое время итальянская мафия, в том числе сицилийская, в Соединённых Штатах не предоствляла полноценное членство еврейским гангстерам, охотно пользуясь при этом их услугами. Это ситуация изменилась после создания мафиозной Комиссии, хотя некоторые семьи продолжали придерживаться старых правил, запрещающих евреям становиться «посвящёнными».'"`UNIQ--ref-000000A4-QINU`"'
8. ↑  Мессик документирует первую поездку, произошедшую в начале 1937 года.'"`UNIQ--ref-000000A9-QINU`"'
9. ↑  Джузеппе Романо по прозвищу «Доктор Джо», лицензированный врач и кливлендский гангстер, близкий к лидерам семьи Кливленда.
10. ↑  Неясно, сделал ли Полицци это по собственной инициативе или по просьбе другой семьи.
11. ↑  Во время «сухого закона» компания Peerless была одним из крупнейших производителей алкоголя, незаконно ввозимого в США.'"`UNIQ--ref-000000D4-QINU`"'
12. ↑  По данным Cleveland Magazine, к 1978 году Полицци заработал на незаконных азартных играх и игровых автоматах более 100 млн долларов ($1,5 млрд в ценах 2021 года).'"`UNIQ--ref-000000F3-QINU`"'
13. ↑  Анджело Лонардо, давая показания подкомитетом Сената США в 1987 году, одного из покупателей назвал «Джоном Кингом», а это был псевдонимом Джона Ангерсолы.'"`UNIQ--ref-0000012C-QINU`"'